# Marguerita Time
Marguerita Time è un brano pop rock prodotto dalla gruppo musicale inglese Status Quo e pubblicato come singolo nel 1983.

## La canzone
È espressione del nuovo orientamento della band, in questa fase più proiettata verso il pop anche con un uso massiccio dei videoclip, e la sua realizzazione viene fortemente osteggiata dal bassista Alan Lancaster.
In effetti, si tratta di una ballata pop rock con chitarre acustiche e tastiere ben in evidenza che sorreggono un testo dolce e delicato, in aperta antitesi, cioè, con la produzione rock offerta per anni e divulgarla come singolo comporta per la band il chiaro rischio di spiazzare i seguaci più fedeli.
I timori di Alan si rivelano però infondati poiché il pezzo non si rivolge solo ai Quo fans ma ad un pubblico molto più vasto e variegato. E difatti, quando il 2 dicembre 1983 viene pubblicato come singolo, sale subito al terzo posto delle classifiche inglesi divenendo anche uno dei maggiori successi radiofonici del gruppo.

## Tracce
1. Marguerita Time - 3:27 - (Rossi/Frost)
2. Resurrection - 3:46 - (Bown/Parfitt)

## Formazione
- Francis Rossi (chitarra solista, voce)
- Rick Parfitt (chitarra ritmica, voce)
- Andy Bown (tastiere, chitarra, armonica a bocca, cori)
- Alan Lancaster (basso, voce)
- Pete Kircher (percussioni)

## British singles chart
| Posizione | 36 | 25 | 5 | 5 | 5 | 3 | 7 | 15 | 28 | 45 | 61 | uscito |